# 清里町車站

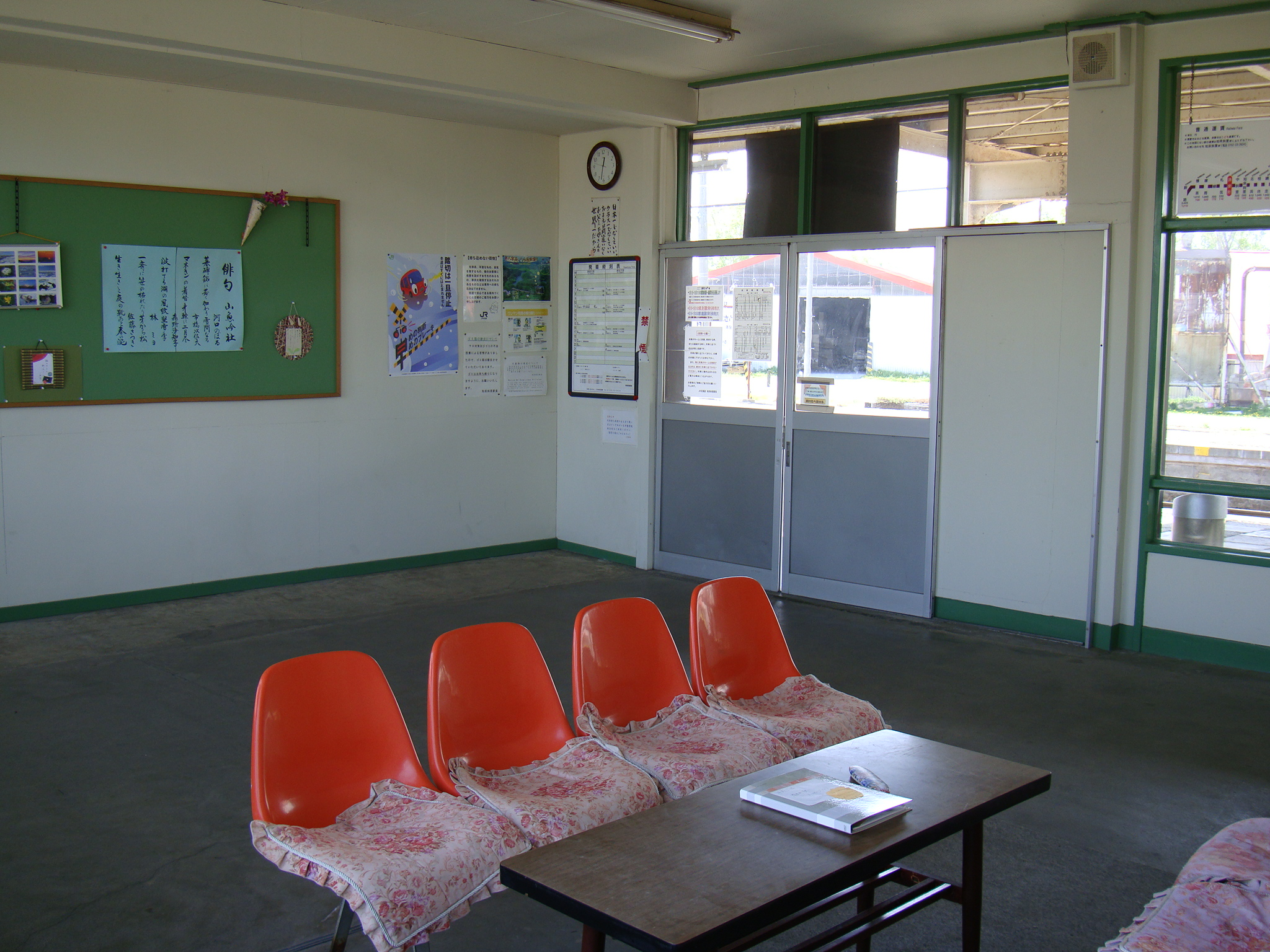
車站內部(2009年5月)

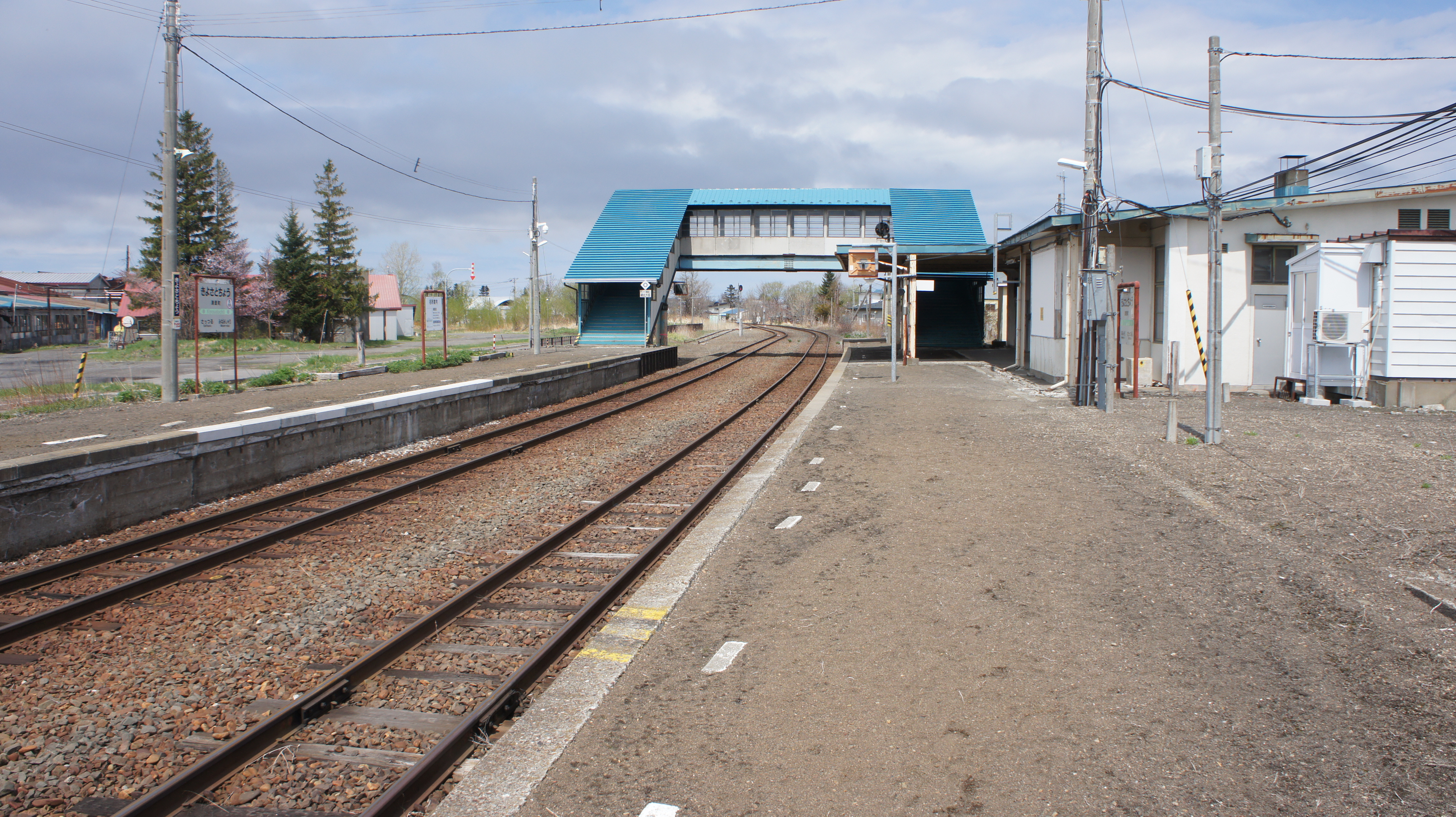
月台(2018年5月)

清里町車站（日语：／ Kiyosatochō eki */?）是由北海道旅客鐵道（JR北海道）所經營的鐵路車站，位於日本北海道斜里郡清里町。本站是釧網本線沿線的無人車站，位於JR北海道釧路支社的管轄範圍。

## 站名由來
本站在1929年啟用時原本是根據所在地的行政區上斜里村而命名為上斜里，該村是在1943年時自小清水村（今日的小清水町）與斜里町各分出一部份地區合組而成，因此在1955年（昭和30年）日本啟用被稱為町制的新地方行政制度時，根據當初分村前的原地名「小清水」與「斜里」各取一字，而將新的行政區命名為「清里町」，而本站也在隔年跟進，改名為清里町車站。

## 車站結構
本站為對向式月台2面2線的地面車站，2號月台設有跨線橋聯絡。此站是由知床斜里站管理的無人站，過去曾設有副本線與貨物月台。
| 月台 | 路線      | 方向 | 目的地                   |
| ---- | --------- | ---- | ------------------------ |
| 1    | ■釧網本線 | 下行 | 綠、摩周、釧路方向       |
| 2    | ■釧網本線 | 上行 | 知床斜里、網走、北見方向 |

## 歷史
- 1929年（昭和4年）11月14日 - 以國有鐵道上斜里車站（かみしゃりえき）開始營業，為一般車站。
- 1956年（昭和31年）4月10日 - 改稱為清里町車站。
- 1965年（昭和40年）8月1日 - 車站大樓改建。
- 1968年（昭和43年）9月30日 - 架空道路興建完成。
- 1983年（昭和58年）5月20日 - 廢除貨運處理。
- 1984年（昭和59年）2月1日 - 廢除行李處理。
- 1986年（昭和61年）11月1日 - 車站簡易委託化。
- 1987年（昭和62年）4月1日 - 國鐵分割民營化後，由JR北海道繼承。

其後，車站廢除簡易委託及完全無人化，成為無人車站。

## 車站周邊
- 清里町公所
- 斜里警察署清里駐在所
- 清里郵政局（併設日本郵政網走支店清里配送據點）
- 網走信用金庫清里分店
- 清里町農業協同組合（JA清里町）
- 清里溫泉
- 斜里巴士「清里車站前」車站

## 相鄰車站
北海道旅客鐵道（JR北海道）
■釧網本線
快速「知床」、
中斜里（B71）－清里町（B69）－札弦（B68）

## 外部連結
- （日語）JR北海道 – 清里町車站 （页面存档备份，存于）
- （日語）全驛參觀之旅 （页面存档备份，存于）